# Дент (округ)
Округ Дент (англ. Dent County) — округ штата Миссури, США. Административный центр округа — город Сейлем.

## История
Округ Дент образован 10 февраля 1851 года.

## География
Округ расположен в юго-восточной части штата Миссури и занимает площадь 1952,9 км². 15,11 % площади округа занимает единственный национальный лес Миссури — «Марк-Твен».

### Основные автомагистрали
- Missouri Route 19
- Missouri Route 32
- Missouri Route 68
- Missouri Route 72

## Демография
Согласно данным Бюро переписи населения США, население округа составляло:
- по переписи 2010 года — 15 657 человек;
- по переписи 2000 года — 14 927 человек.

Плотность населения в 2010 году составляла 8 человек на квадратный километр.